# Lisa Náñez
Lisa Anne Náñez Stromberg (Los Gatos, California, Estados Unidos, 10 de marzo de 1977) es una exfutbolista mexicana nacida en Estados Unidos que jugó de defensa.

## Participaciones en Copas del Mundo
| Mundial                                 | Sede           | Resultado    | Partidos | Goles |
| --------------------------------------- | -------------- | ------------ | -------- | ----- |
| Copa Mundial Femenina de Fútbol de 1999 | Estados Unidos | Primera Fase | 3        | 0     |

## Participaciones en Juegos Olímpicos
| Torneo                             | Sede   | Resultado        | Partidos | Goles |
| ---------------------------------- | ------ | ---------------- | -------- | ----- |
| Torneo olímpico femenino de fútbol | Grecia | Cuartos de final | 0        | 0     |